# Стефан-Стамболово
Сте́фан-Стамболо́во (болг. Стефан Стамболово) — село в Болгарії, у Великотирновській області . Входить до складу общини Польський Тримбеш.

## Населення
За даними перепису населення 2011 року у селі проживали 194 особи.
Національний склад населення села:
| Національність   | Кількість осіб | Відсоток |
| ---------------- | -------------- | -------- |
| болгари          | 174            | 93,0%    |
| турки            | 10             | 5,3%     |
| Всього відповіли | 187            |          |

Розподіл населення за віком у 2011 році:
Динаміка населення: